# Convector
Dans la mythologie romaine, Convector (du latin « convecto », charrier) était le dieu du transport de céréales (gerbes et grains) pendant la période des récoltes,.
Ce dieu, associé à Cérès, est invoqué lors d'indigitamenta et célébré par un flamine mineur, le flamen cerialis.
Il représente la dixième phase du labour. Ceux-ci étaient en effet invoqués douze dieux, respectivement, :
- Vervactor, dieu des jachères (retournement de la jachère) ;
- Reparator, dieu du renouvellement des moissons (remise en état de la jachère) ;
- Imporcitor, qui veille sur la terre élevée à côté du sillon (labour en profondeur) ;
- Insitor, dieu des semailles ;
- Obarator, dieu du labour en surface ;
- Occator, dieu des herses (hersage) ;
- Sarritor, dieu du sarcloir (sarclage) ;
- Subruncinator, dieu du sarclement opéré en remuant la terre (binage) ;
- Messor, dieu des moissons ;
- Convector, dieu de la translation des blés (charriage) ;
- Conditor, qui serre le blé (engrangement) ;
- Promitor, qui tire le blé du grenier (dégrangement).